# Новый Сатирикон
«Но́вый Сатирико́н» — еженедельный литературно-художественный иллюстрированный сатирический журнал, издававшийся в Санкт-Петербурге с июня 1913 года по август 1918.

## История
В 1913 году основная часть сотрудников и редактор журнала «Сатирикон» (1908—1914) вышли из состава редакции и приступили к изданию журнала «Новый Сатирикон».
Редактором журнала стал А. Т. Аверченко, в июле 1917 года его сменил А. С. Бухов.
Особое место в журнале занимал В. Маяковский, принимавший участие в «Новом Сатириконе» с февраля 1915 года. Маяковский опубликовал в журнале ряд сатирических стихов, на антивоенную тематику. Здесь же в марте 1917 года был напечатан запрещенный ранее цензурой отрывок из поэмы «Облако в штанах» под заглавием автора «Восстанавливаю».
В журнале печатались произведения Александра Грина.
Журнал с энтузиазмом приветствовал Февральскую революцию. После Октябрьской революции номера журнала пестрели издевательскими выпадами в адрес большевиков, приравнивавшихся к уличным грабителям, в результате чего журнал был закрыт уже в июле 1918 года, хотя последний номер журнала (напечатанный авансом) датирован августом 1918 года.
В редких упоминаниях в советских справочниках (см. раздел Ссылки), в сведениях о «Новом Сатириконе» имя главного редактора журнала — Аркадия Аверченко — было заменено на А. В. Амфитеатрова (который редактором никогда не был), а касательно неподдержки большевиков там же говорилось, что «журнал не пошёл дальше запоздалых нападок на царскую бюрократию».